# (922) Schlutia
(922) Schlutia es un asteroide perteneciente al cinturón de asteroides descubierto el 18 de septiembre de 1919 por Karl Wilhelm Reinmuth desde el observatorio de Heidelberg-Königstuhl, Alemania.
Está nombrado en honor de los empresarios Edgar Schlubach y H. F. Tiarks, quienes financiaron la expedición a la isla de Christmas para la observación del eclipse solar de 1922.